# 悬雍垂
悬雍垂（palatine uvula，uvula）又名腭垂，俗称“小舌”、“吊鐘”，是人体口腔器官，悬挂于软腭正中间的末端。悬雍垂的功能是在饮食时上升堵住食物通过鼻腔进入气管的通道，从而使食物进入食道。在语言上，部分语言需要利用小舌的振动发出小舌音。
懸壅垂與其連接的軟腭，與睡眠呼吸中止症有相當程度的關聯，經常好發於中年男性，可以透過手術治療：例如懸雍垂腭咽整型手術（UPPP手術）、微創軟腭支架手術，可以有效解決呼吸中止，以及打鼾音量的問題。

## 引用資料
1. ↑   1 第1版. 上海辞书出版社: 537. ISBN 978-7-5326-2859-9.
2. ↑  .   [2017-02-15]. （原始内容存档于2017-02-15）.
3. ↑  .   [2017-02-15]. （原始内容存档于2020-05-19）.

## 外部連結
- MedlinePlus百科全书 001257 - Uvulitis